# 傅敷
傅敷（260年代—4世纪），字颖根，西晋鹑觚子傅咸的长子和继承人，傅晞、傅纂之兄。
清静有道，素来擅长作文。被除授太子舍人，转尚书郎、太傅参军，皆不就任。永嘉之乱，避难于会稽，镇东大将军琅邪王司马睿引为镇东从事中郎。他素有痼疾，屡次被劝勉晓喻，辞职未果，抱病登车就职。数月后卒，时年四十六。

## 延伸阅读
[在维基数据编辑]
 《晉書·卷047》，出自房玄齡《晉書》